# Coraliomela vicina
Coraliomela vicina is een keversoort uit de familie bladkevers (Chrysomelidae). De wetenschappelijke naam van de soort werd in 1840 gepubliceerd door Félix Édouard Guérin-Méneville.